# 湖北省武汉市人民检察院
湖北省武汉市人民检察院是中华人民共和国湖北省武汉市的检察机关。领导全市各基层人民检察院和派出检察院、专门人民检察院，依法履行法律监督职能。

## 历史沿革
1950年5月，组建武汉市人民检察署，同年7月正式对外办公:139。1955年初，更名为武汉市人民检察院，下设一般监督处、侦查处、侦查监督处、审判监督处、办公室:140。
文化大革命期间，武汉市人民检察院陷入瘫痪。1967年3月实行军事管制，1968年9月，干警集中搞“斗批改”。其检察职能由公安机关代行。 1975年1月，第四届全国人民代表大会第一次会议通过《宪法》，撤销检察机关。
1978年3月，第五届全国人民代表大会第一次会议通过新的《宪法》，恢复检察机关。同年12月，重建武汉市人民检察院，下设批捕起诉处、法纪检察处、监所检察处、政治处、办公室:141。
2014年1月2日，武汉市检察院官方微信公众号“武汉检察”正式开通并推出第一期。

## 机构设置
- 办公室
- 政治部
- 第一检察部
- 第二检察部
- 第三检察部
- 第四检察部
- 第五检察部
- 第六检察部
- 第七检察部
- 第八检察部
- 第九检察部
- 法律政策研究室
- 案件管理办公室
- 检务督察部
- 司法警察支队
- 检察技术信息处
- 新闻办公室
- 司法行政管理局
- 机关党委
- 离退休干部办公室

## 历任领导
历任检察长
| 姓名   | 任期                  | 备注  |
| ------ | --------------------- | ----- |
| 张平化 | 1950年7月－1951年1月  |       |
| 朱涤新 | 1951年1月－1953年5月  |       |
| 宋烈   | 1953年5月－1955年2月  |       |
| 刘钦云 | 1955年3月－1961年6月  |       |
| 刘蕴   | 1965年12月－1969年3月 |       |
| 于湘   | 1978年9月－1983年3月  |       |
| 许光远 | 1983年4月－？         |       |
| ...    | ...                   |       |
| 张河洁 | 1997年3月－2006年9月  |       |
| 孙应征 | 2007年1月－2016年1月  | [ 3 ] |
| 孙光骏 | 2016年3月－2019年3月  | [ 4 ] |
| 彭胜坤 | 2019年3月－           |       |